# Unter Tannen
Unter Tannen ist eine saarländische Mundartfernsehserie, die ab 27. Dezember 2017 im SR Fernsehen erstausgestrahlt wurde. Sie erzählt von den drei Waldarbeitern Paul, Kalle und Boris, die im saarländischen Forst einen Geldkoffer finden. Dieser Fund stellt ihr einfaches Leben vollkommen auf den Kopf. Schnell wird dann eine Gruppe zwielichtiger Gestalten auf die Waldarbeiter aufmerksam und sorgt damit für einiges an Chaos. Um den Geldbetrag zurückzuzahlen, müssen die Waldarbeiter fortan verschiedene Aufträge erledigen und bringen sich damit in brenzlige Situationen.
| Folge | Staffel | Titel        | Erstausstrahlung  |
| ----- | ------- | ------------ | ----------------- |
| 01    | 1       | Der Fund     | 27. Dezember 2017 |
| 02    | 1       | Das Gemälde  | 28. Dezember 2017 |
| 03    | 1       | Der Künstler | 29. Dezember 2017 |
| 04    | 1       | Das Stück    | 28. Februar 2019  |